# Assistant Secretary of State for Arms Control, Verification, and Compliance

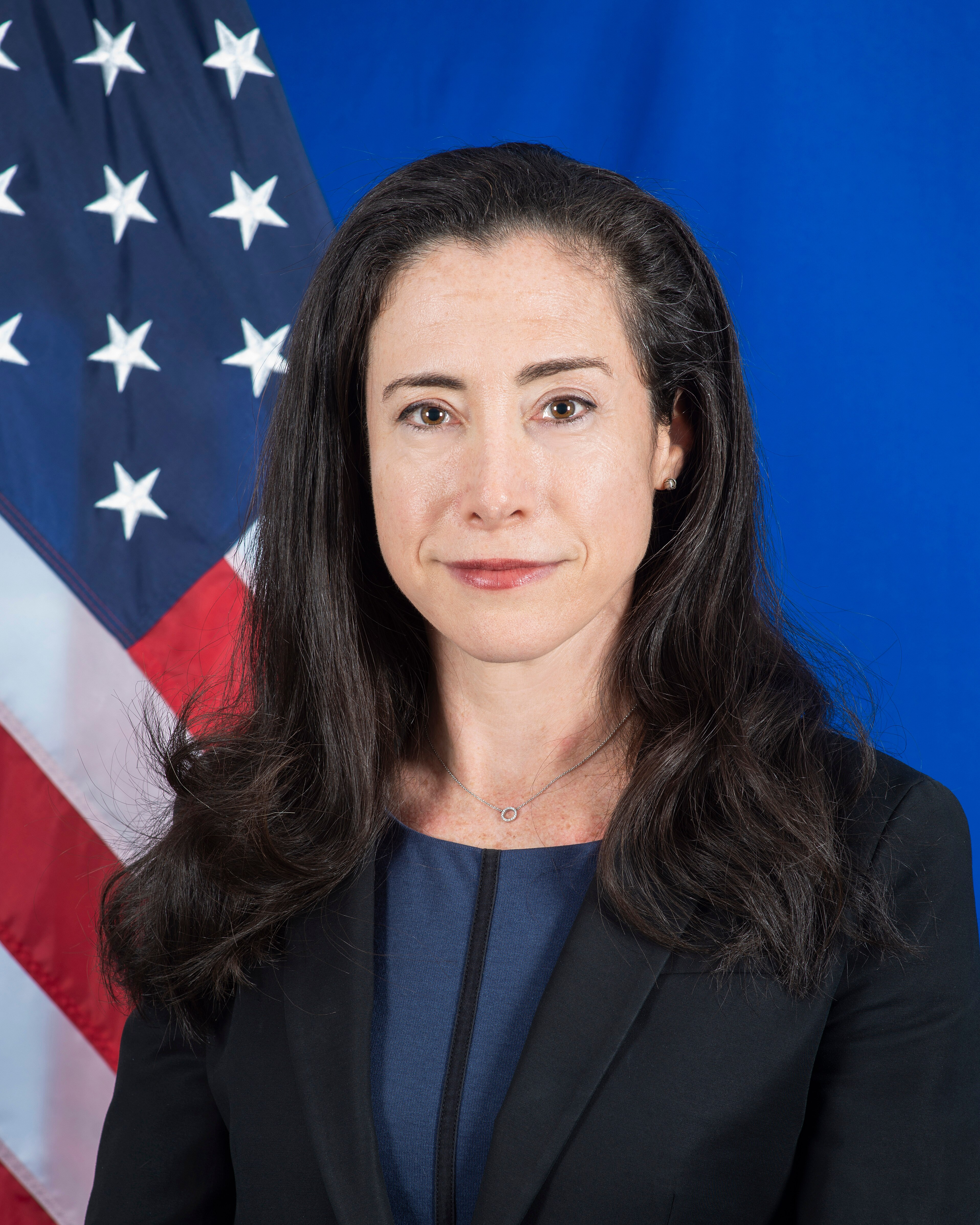
Mallory Stewart, derzeitiger Assistant Secretary

Organigramm: Die administrative Gliederung des Außenministeriums (englisch)

Der Assistant Secretary of State for Arms Control, Verification, and Compliance ist ein Amt im Außenministerium der Vereinigten Staaten und Leiter des Bureau of Arms Control, Verification, and Compliance. Er untersteht dem Under Secretary of State for Arms Control and International Security Affairs.
Der Posten wurde am 29. November 1999 als Assistant Secretary of State for Verification and Compliance erlaubt; Das dazugehörige Bureau wurde am 21. Dezember desselben Jahres gegründet. Im Mai 2006 wurde der Titel zu Assistant Secretary of State for Verification, Compliance, and Implementation geändert, am 1. Oktober 2010 erneut zu jetzigen. Aufgabe ist Konfliktvermeidung.

## Amtsinhaber
| Amtszeit  | Name                     | Bemerkung |
| --------- | ------------------------ | --------- |
| 2000–2002 | Owen James Sheaks        |           |
| 2002–2009 | Paula A. De Sutter       |           |
| 2009–2014 | Rose Eileen Gottemoeller |           |
| 2014–2017 | Frank A. Rose            |           |
| 2018–2019 | Yleem D. S. Poblete      |           |
| 2022–     | Mallory Stewart          |           |